# Eggmühl (Riedenburg)
Eggmühl ist einer von 44 amtlich benannten Ortsteilen der niederbayerischen Stadt Riedenburg (Landkreis Kelheim).

## Geografie
Die Einöde befindet sich etwa sechs Kilometer nordwestlich von Riedenburg auf einer Höhe von 364 m ü. NHN.

## Geschichte
Durch die Verwaltungsreformen zu Beginn des 19. Jahrhunderts im Königreich Bayern wurde die Ortschaft Bestandteil der Landgemeinde Altmühlmünster, zu der auch der Weiler Laubfeld (Laubhof) sowie die zwei Einöden Ambergerhof und Mühlthal gehörten. Im Zuge der  kommunalen Gebietsreform in Bayern in den 1970er Jahren wurde Eggmühl zunächst am 1. Januar 1972 in die damalige Gemeinde Zell umgemeindet und mit dieser ein halbes Jahr später in die Gemeinde Dietfurt eingegliedert. Im Jahr 1961 hatte Eggmühl 17 Einwohner.

## Verkehr
Eine Gemeindeverbindungsstraße zweigt einhundert Meter nordöstlich der Ortschaft von der Kreisstraße KEH 2 ab. Die Einfahrt in die Bundesautobahn 9 ist an der Anschlussstelle Denkendorf etwa siebeneinhalb Kilometer westsüdwestlich der Ortschaft möglich.